# Mateusz Rutkowski
Mateusz Rutkowski (* 28. April 1986 in Zakopane; † 7. Januar 2024) war ein polnischer Skispringer.

## Werdegang
Rutkowski, der für den Verein TS Wisła Zakopane und später für den LKS Poroniec Poronin startete, gab sein internationales Debüt bei den Nordischen Junioren-Skiweltmeisterschaften 2002 in Schonach im Schwarzwald. Dabei erreichte er mit nur 15 Jahren einen guten 33. Platz von der Normalschanze. Ein Jahr später bei den Nordischen Junioren-Skiweltmeisterschaften 2003 in Sollefteå sprang Rutkowski auf Rang 17 und erreichte mit der Mannschaft im Teamspringen Rang sechs. Im März 2003 erhielt er daraufhin einen Startplatz im Skisprung-Continental-Cup. Bereits in seinen ersten Springen in Stryn erreichte er als 20. und 12. deutlich die Punkteränge.
Auch in die Saison 2003/04 startete er mit Punkterfolgen in Lillehammer, Engelberg und Seefeld in Tirol, bevor er am 3. Januar 2004 sein erstes Continental-Cup-Springen in Planica gewinnen konnte. Auch im zweiten Springen stand er als Dritter erneut auf dem Podium. Knapp eine Woche später bekam er deshalb auch eine Nominierung für den Skisprung-Weltcup und startete erstmals am 10. Januar 2004 in Liberec in der höchsten Wettkampfserie. Bereits in seinem zweiten Springen gewann er als 30. einen ersten Weltcup-Punkt. Auch in seiner Heimat Zakopane erreichte er im zweiten Springen mit Rang 15 einen Platz in den Punkterängen.
Bei den Nordischen Junioren-Skiweltmeisterschaften 2004 in Stryn schlug er überraschend den Österreicher Thomas Morgenstern und gewann den Titel von der Normalschanze. Mit der Mannschaft erreichte er den zweiten Platz und gewann damit Silber. Eine Woche später konnte die Mannschaft beim Team-Weltcup in Willingen Rang sieben erreichen.
Bei der Skiflug-Weltmeisterschaft 2004 in Planica flog Rutkowski auf den 28. Platz und erreichte mit dem Team Rang acht. Danach startete er erstmals wieder im Continental Cup. Nachdem er hier in Kuopio nicht überzeugen konnte, blieb er auch beim Weltcup in Lahti ohne Chance. Am Ende der Saison erreichte er Rang 58 der Weltcup-Gesamtwertung. Beim Skisprung-Grand-Prix 2004 im Sommer konnte er nur durchwachsene Einzelleistungen erreichen, schaffte aber in Hinterzarten mit der Mannschaft im Teamspringen als Dritter den Sprung aufs Podest.
Zu Beginn der Saison 2004/05 konnte er erneut nicht an alte Leistungen anknüpfen und verpasste die Qualifikation in allen Springen. Auch bei den Nordischen Skiweltmeisterschaften 2005 in Oberstdorf war er ohne Chancen und erreichte nur die Plätze 45 von der Normalschanze und 39 von der Großschanze. Auch das Team war als Neunter ohne Medaillenchance.
Kurze Zeit später gab der Verband einen Ausschluss von Rutkowski aus dem Weltcup-Kader bekannt, da dieser Probleme mit Alkohol, Übergewicht und mangelnder Fitness und Disziplin habe. Im Juli startete er noch ein letztes Mal in Velenje im Continental Cup, bevor er seine aktive Karriere beendete.
Sein jüngerer Bruder Łukasz Rutkowski war ebenfalls als Skispringer aktiv.
Anfang 2024 starb Rutkowski im Alter von 37 Jahren an einem Kreislaufstillstand bzw. Herzstillstand.

## Erfolge

### Weltcup-Platzierungen
| Saison  | Platz | Punkte |
| ------- | ----- | ------ |
| 2003/04 | 58.   | 017    |